# Giuseppe Torelli
Giuseppe Torelli (ur. 22 kwietnia 1658 w Weronie, zm. 8 lutego 1709 w Bolonii) – włoski altowiolista, skrzypek, pedagog i kompozytor okresu późnego baroku. Jego bratem był malarz Felice Torelli. 
Giuseppe Torelli komponował przede wszystkim utwory instrumentalne. Jest znany jako współtwórca  formy concerto grosso (niezależnie od niego formę tę rozwija Arcangelo Corelli), a także jako pierwszy twórca koncertów skrzypcowych.
Torelli urodził się w Weronie. Jego mistrzem był Giacomo Antonio Perti w Bolonii. W 1684 roku, w wieku lat 26, Torelli został członkiem Accademia Filarmonica di Bologna jako suonatore di violino. Był członkiem kapeli w kościele San Petronio (Bolonia) od roku 1686 do 1696. Został kapelmistrzem dworu Jerzego Fryderyka II, margrabiego Brandenburg-Ansbach (1698–1699). Następnie przebywał w Amsterdamie (1697 lub 1698) i w Wiedniu (1699-1700), gdzie w okresie Wielkiego Postu zaprezentował oratorium L’Adamo scacciato dalparadiso terrestre. W 1701 roku wrócił do Bolonii. Zmarł w Bolonii w roku 1709, jego partytury są przechowywane w archiwum San Petronio.
Jednym z jego najlepszych uczniów był Francesco Manfredini.

## Dzieła
- 10 Sonate a 3 z basso continuo, op. 1. (1686)
- 12 Concertino per camera na skrzypce i wiolonczelę op. 4. (1688)
- 12 Concerti musicali a quattro, op. 6. (1698)
- 12 Concerti grossi con una pastorale per il Santissimo Natale, op. 8. (1709)
- ponad 30 koncertów na 1–4 trąbek
- Sinfonia à 4